# Mecklenburgs voetbalkampioenschap 1907/08
In 1907/08 werd het vierde Mecklenburgs voetbalkampioenschap gespeeld, dat georganiseerd werd door de Noord-Duitse voetbalbond, die het overnam van de Mecklenburgse voetbalbond. Schweriner FC 03 werd kampioen en plaatste de club zich voor de Noord-Duitse eindronde. De club verloor na verlengingen van FV Holstein Kiel.

## Eindstand
| Plaats | Club                        | Wed. | W  | G | V  | Saldo | Ptn   |
| ------ | --------------------------- | ---- | -- | - | -- | ----- | ----- |
| 1.     | Schweriner FC 03            | 14   | 10 | 1 | 3  | 43:16 | 21:7  |
| 2.     | Techniker FC Corso Strelitz | 14   | 10 | 1 | 3  | 49:22 | 21:7  |
| 3.     | Rostocker FC 1895           | 14   | 10 | 0 | 4  | 32:33 | 20:8  |
| 4.     | FC 1900 Warnemünde          | 14   | 6  | 0 | 8  | 30:34 | 12:16 |
| 5.     | FC Vorwärts 04 Schwerin     | 14   | 5  | 2 | 7  | 15:20 | 12:16 |
| 6.     | Internationaler FC Rostock  | 14   | 5  | 0 | 9  | 17:33 | 10:18 |
| 7.     | FV 1906 Güstrow             | 14   | 5  | 0 | 9  | 24:34 | 10:18 |
| 8.     | FC Alemannia 03 Rostock     | 14   | 3  | 0 | 11 | 20:41 | 6:22  |

|  | Play-off titel |

| Team 1           | Uitslag | Team 2                      |
| ---------------- | ------- | --------------------------- |
| Schweriner FC 03 | 2:1     | Techniker FC Corso Strelitz |